# Tramlijn Sneek - Bolsward
De tramlijn Sneek-Bolsward is een voormalige tramverbinding tussen de plaatsen Sneek en Bolsward. De verbinding is in 1968 opgeheven.

## Historie

### Opening

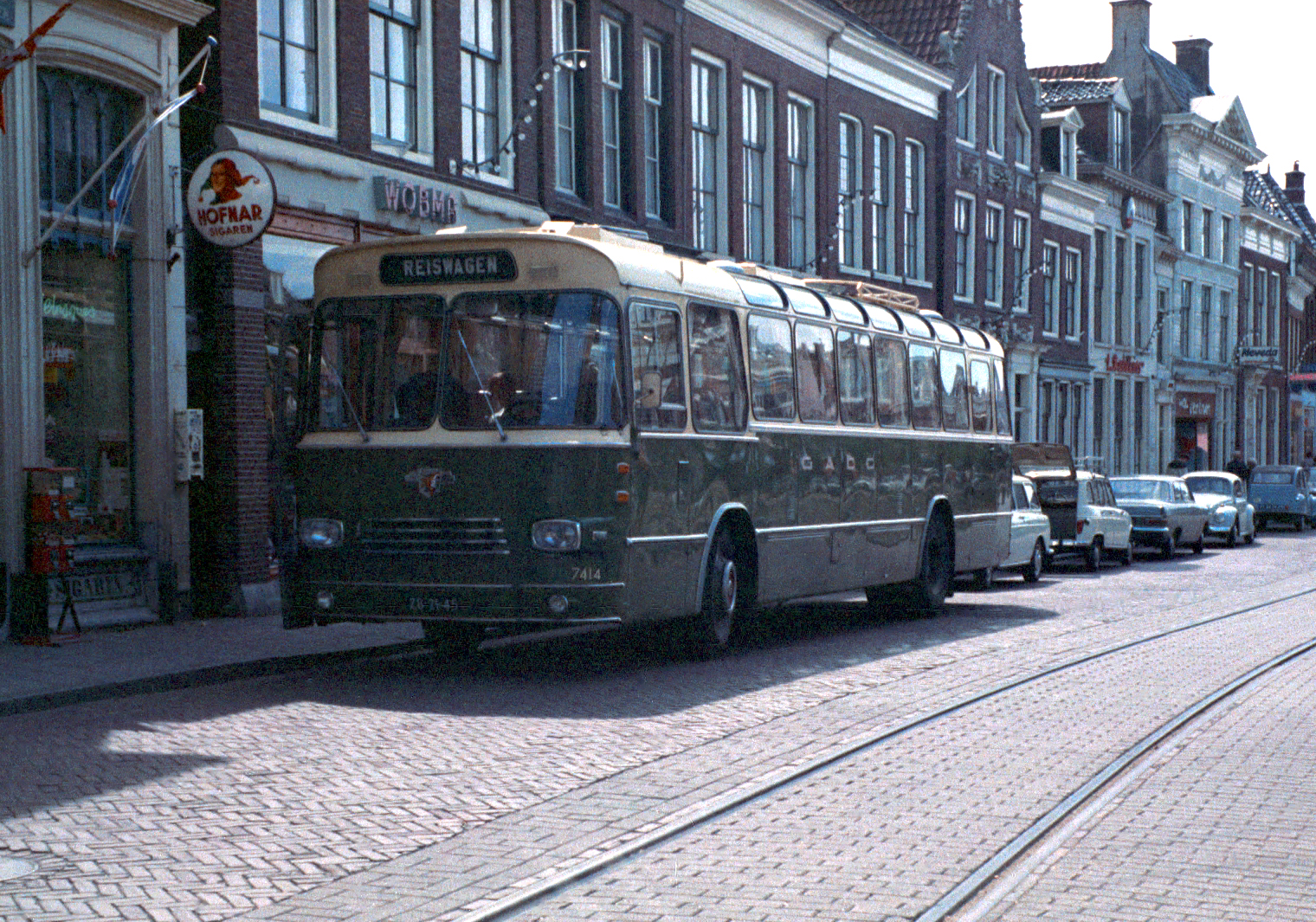
De tramlijn door Bolsward

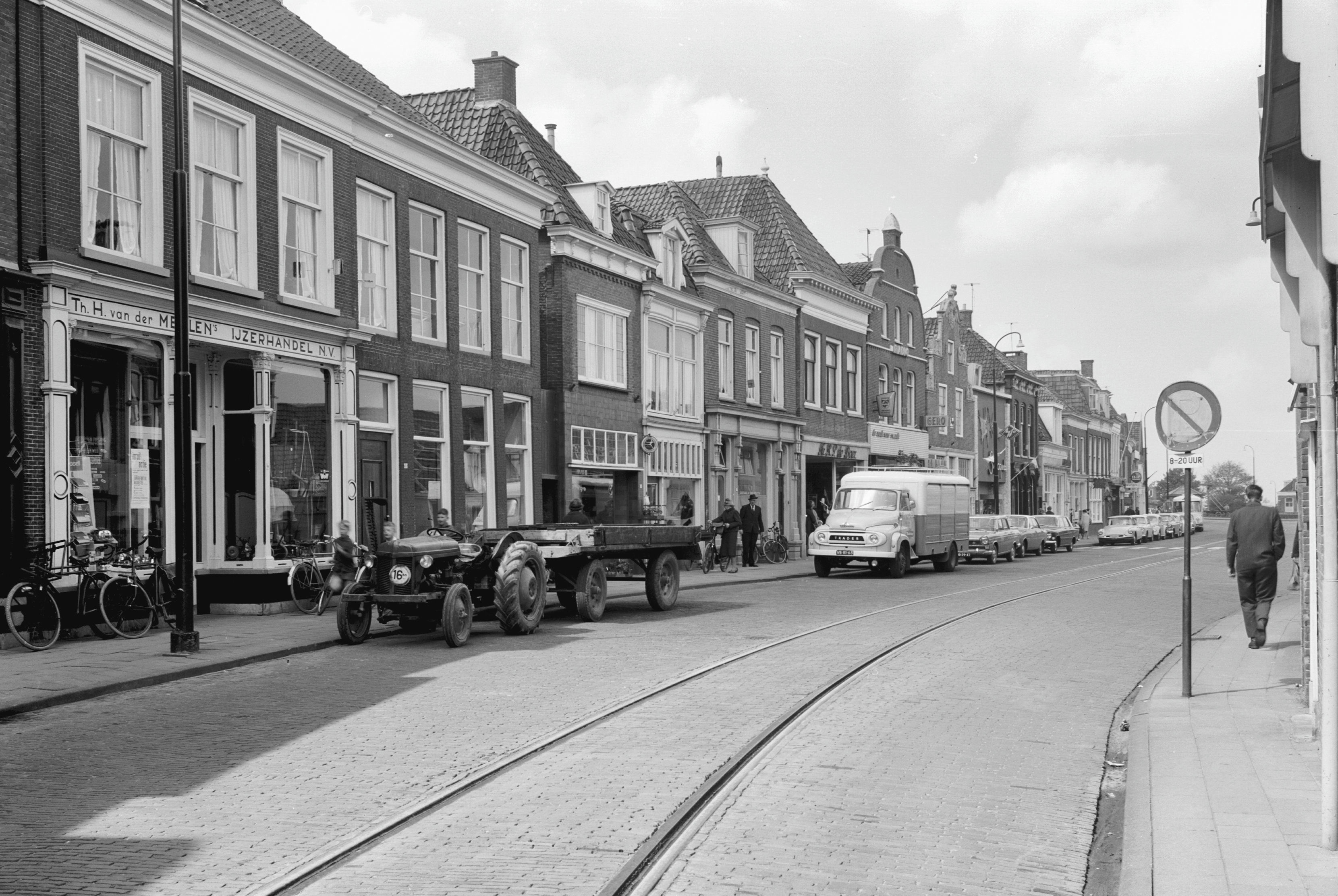
De tramlijn door Bolsward

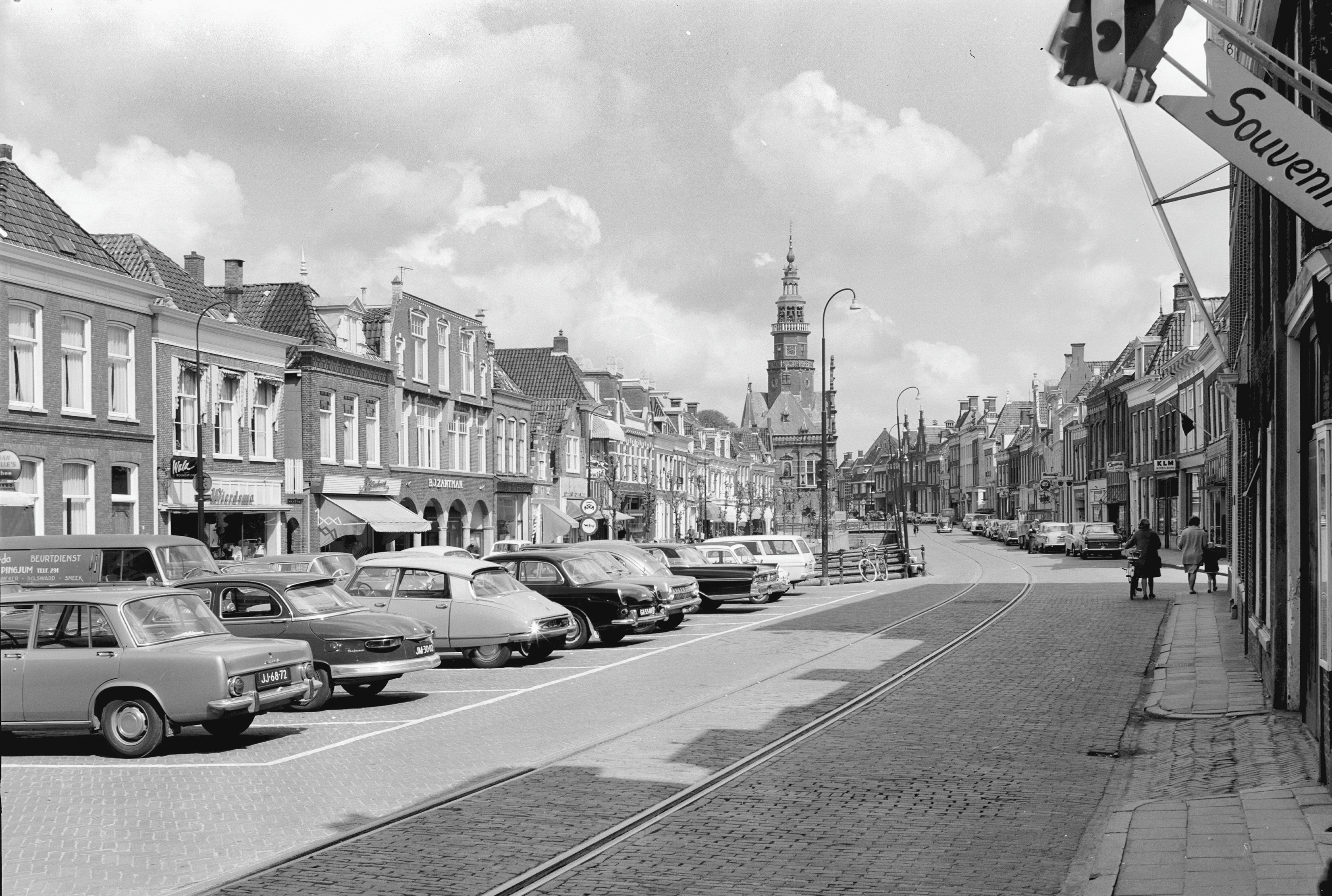
De tramlijn door Bolsward

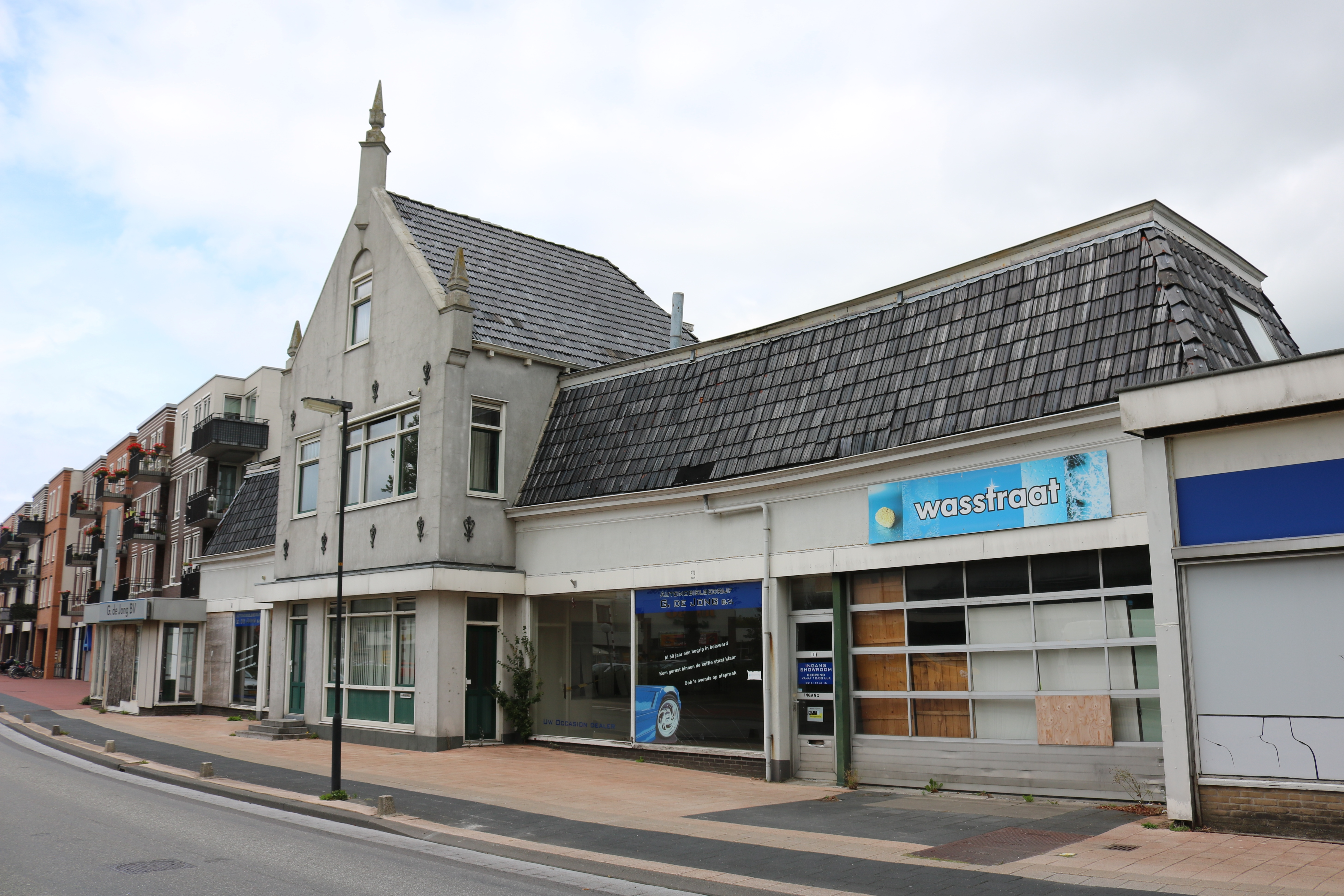
Het tramstation van Bolsward aan de Snekerstraat anno 2018

De tramverbinding, met spoorwijdte 1435 mm, werd op 8 augustus 1882 geopend door de Nederlandsche Tramweg Maatschappij en lag grotendeels naast de oude Rijksweg Sneek-Bolsward. In 1886 werd de tramverbinding doorgetrokken naar Joure en Heerenveen. Vanuit Bolsward werd een verbinding gestart via Arum in de richting van Harlingen. Even daarvoor was in Sneek de spoorlijn richting Leeuwarden in gebruik genomen. De tramlijnen werden bediend door Henschel-tramlocs, die werden gebruikt voor goederen- en reizigerstrams.

### Groeiperiode
In 1921 werd de lijn aangesloten op het hoofdspoor, waardoor de NTM ook spoorgoederenwagons op haar lijn kon vervoeren. Hiertoe werd een verbindingsboog aangelegd tussen het NTM-tramstation en het NS-emplacement in Sneek. De NTM gebruikte hierbij zogenaamde koppelwagens, waarmee goederenwagons achteraan de tram werden bevestigd. Het goederenvervoer op de lijn kende indertijd een grote groei. De melkfabriek Hollandia in Bolsward had een eigen emplacement aan de lijn. In Sneek had de KNM-melkfabriek een eigen kopspoor. Daarnaast werd de lijn gebruikt voor het doorvoeren van kolen, kunstmest en landbouwproducten.
Van 1927 tot 1928 was er een doorgaande tramverbinding tussen Bolsward, Sneek en Leeuwarden (er werd 7 keer gestopt) met een reistijd van 44 minuten. De spoorwegstaking van 1944 zorgde ervoor dat vanaf 17 september 1944 geen vervoer meer was op de lijn. Tot dat moment reden er negen trams per dag tussen Bolsward en Sneek. Alleen de Blauwpoortsbrug in Bolsward (opgeblazen) liep tijdens de Tweede Wereldoorlog schade op. De tramdienst werd na de bevrijding op 22 mei 1945 hervat.

### Na de Tweede Wereldoorlog
Op 5 oktober 1947 stopte de NTM met personenvervoer op de lijn (op dat moment reden er twee trams per dag tussen beide plaatsen). Het goederenvervoer werd door de NS voortgezet met dieseltractie, vooral voor Hollandia was dit van groot belang. De NS nam bovendien een deel van het personeel van de NTM over. Tussen 1948 en 1959 werd de lijn versterkt: er werden zwaardere railstaven (NP46), houten- en betonnen dwarsliggers en een ballastbed van grind en zand geplaatst. Hierbij verviel het inhaalspoor in IJsbrechtum en het eigen NTM-emplacement in Sneek.
In 1949 gaf de NS de exploitatie van de lijn terug aan de NTM. Vanaf 1 oktober 1949 verzorgde de NS nu het goederenvervoer in opdracht van de NTM. Hierbij werden zogenaamde Sik-locomotieven gebruikt. Op 24 december 1958 verleende het Ministerie van Verkeer en Waterstaat toestemming op de lijn weer terug te geven aan NS.

### Einde van de tramdienst
Het goederenvervoer liep in de jaren vijftig en zestig sterk terug tot één rit per dag naar Bolsward. Regelmatig werden er auto's binnen het profiel geparkeerd, wat tot vertragingen leidde. In 1968 werd de lijn opgeheven, om noodzakelijke kostbare spoorvernieuwingen te voorkomen. De laatste tram reed op 28 juni 1968 onder grote belangstelling weg bij de Hollandia-fabriek. De tram was versierd met spandoeken, vlaggen en kransen. Het gemeentebestuur hing op het stadhuis, na enkele toespraken, de Bolswarder vlag op de Sik. De bevolking juichte de tram bij zijn laatste rit toe en stopte de personeelsleden taarten, flessen en sigaren toe. De gebruikte Bolswarder vlag heeft nog vele jaren ter herinnering in het Station van Sneek gehangen.

## Gelegenheidsritten
Op 27 mei 1959 werd nog eenmalig reizigersvervoer toegepast op de lijn. De NS-directie reed met het directiemotorrijtuig Kameel naar Sneek. Van Sneek naar Bolsward werd het oude salonrijtuig van Koningin Emma achter de goederentram gekoppeld. In 1967 maakte de burgemeester van Bolsward een gelegenheidsrit per losse Sik tussen het stadhuis en koffiebar De Sik, om laatst genoemde in stijl te openen.

## Tegenwoordig
Nadat de lijn was opgebroken werd de vrijgekomen grond gebruikt voor wegverbredingen. Tussen Nijland en Bolsward werd in 1991 een fietspad aangelegd op het voormalige traject. Tussen beide plaatsen zijn de landhoofden van de voormalige trambrug gebruikt voor het fietspad. De NTM-loods in Bolsward werd in 1992 afgebroken. Het oude NTM-station van Bolsward herbergt nu voormalig garagebedrijf G. de Jong (gesloten tussen 2003-2004). De loods in Sneek deed tot 1985 dienst als busremise, machinefabriek en kringloopwinkel, het geheel werd in 2001 gesloopt. Enkele straat- en gebouwennamen herinneren nog aan de tramlijn, in Bolsward de straatnamen Tramweg, Stationsplein en Remise. Ter herinnering aan de tramdienst staat naast het station in Sneek de gerestaureerde Sik 323.